# 秋瓊尼基 (日托米爾州)
50°1′41″N 28°13′56″E / 50.02806°N 28.23222°E
秋瓊尼基（羅馬化：Tiutiunnyky）是烏克蘭北部的村莊，隸屬日托米爾州的日托米爾區。該村面積2.47平方公里，海拔高度269米，人口650，人口密度每平方公里389.47人。

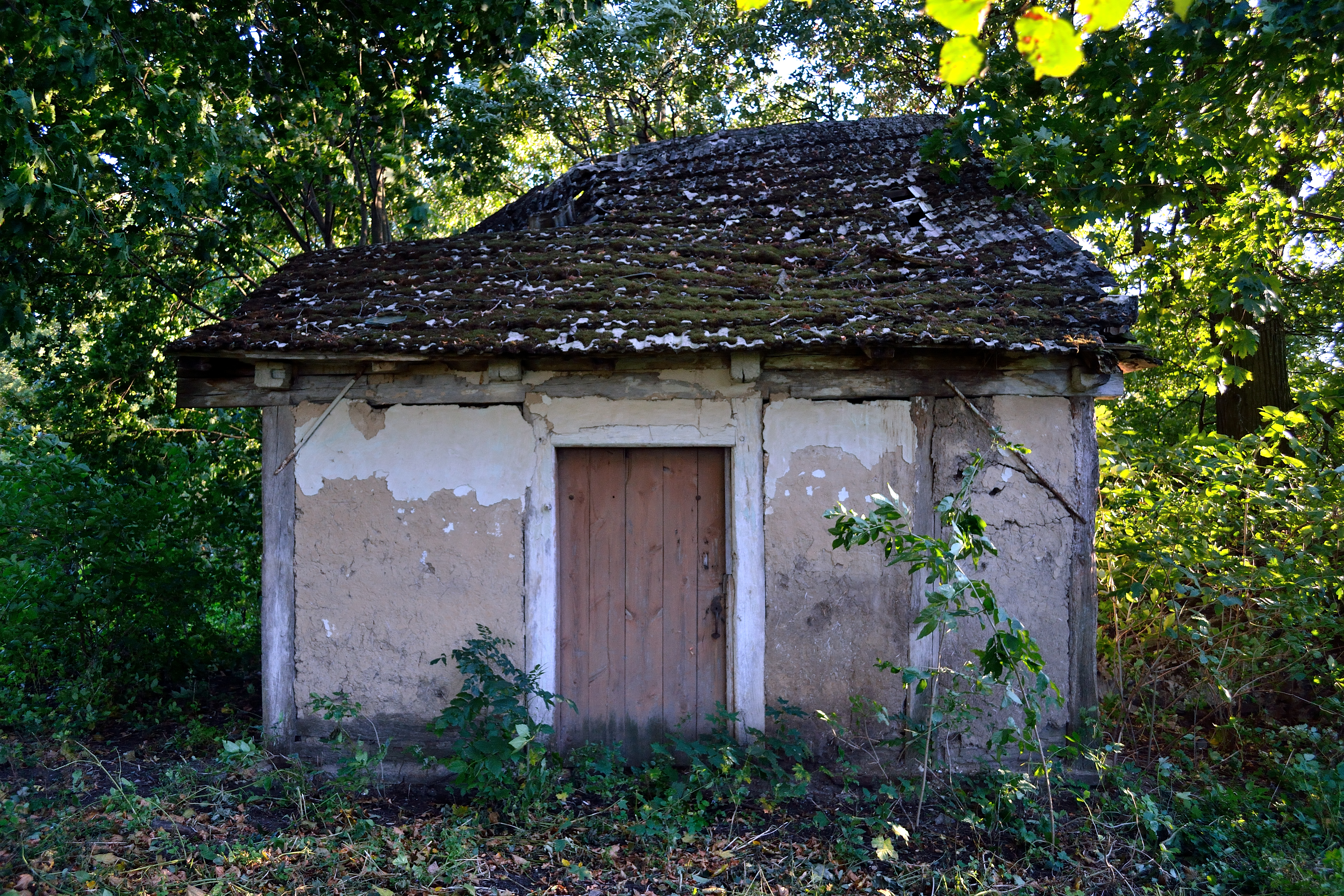
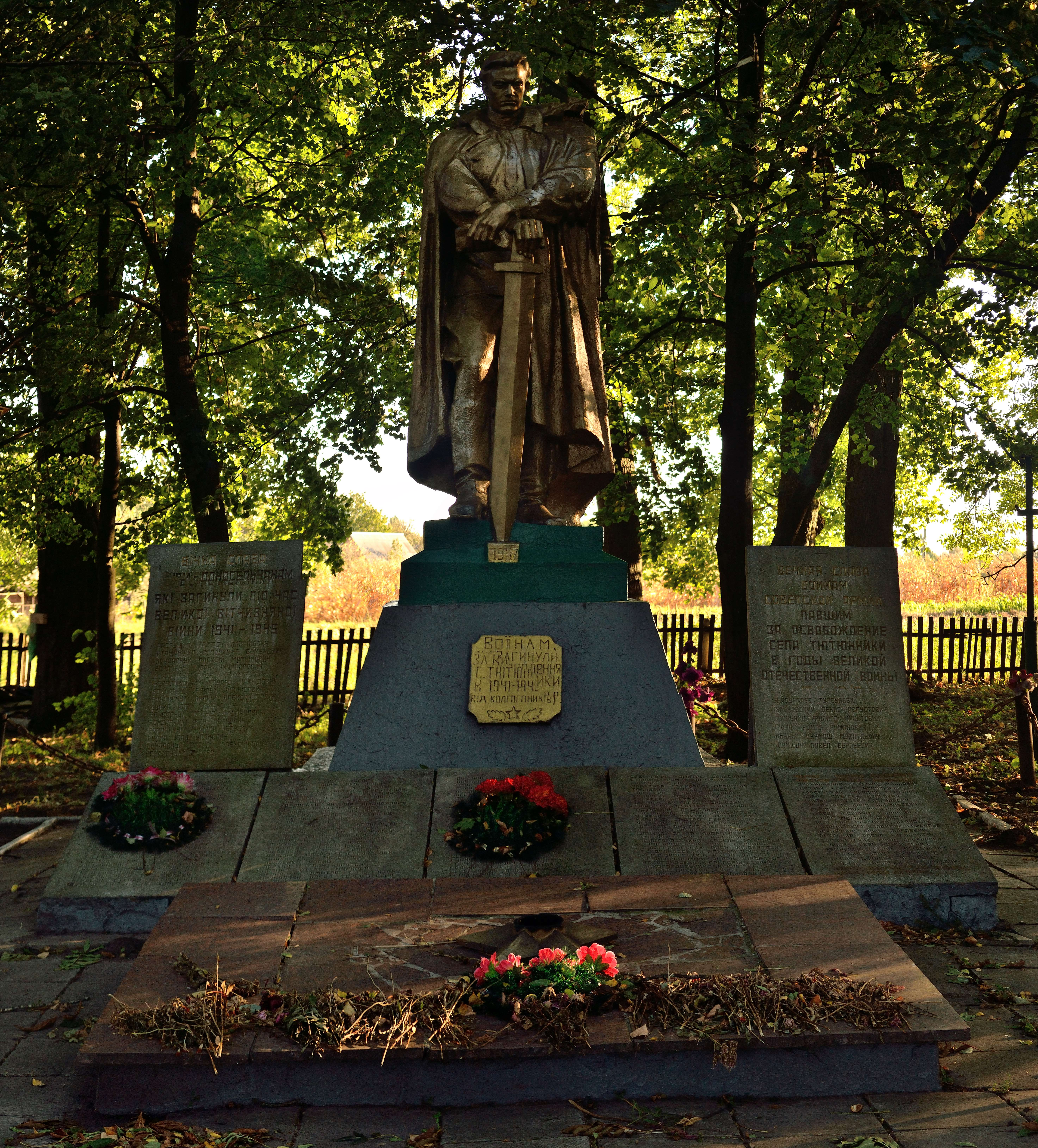
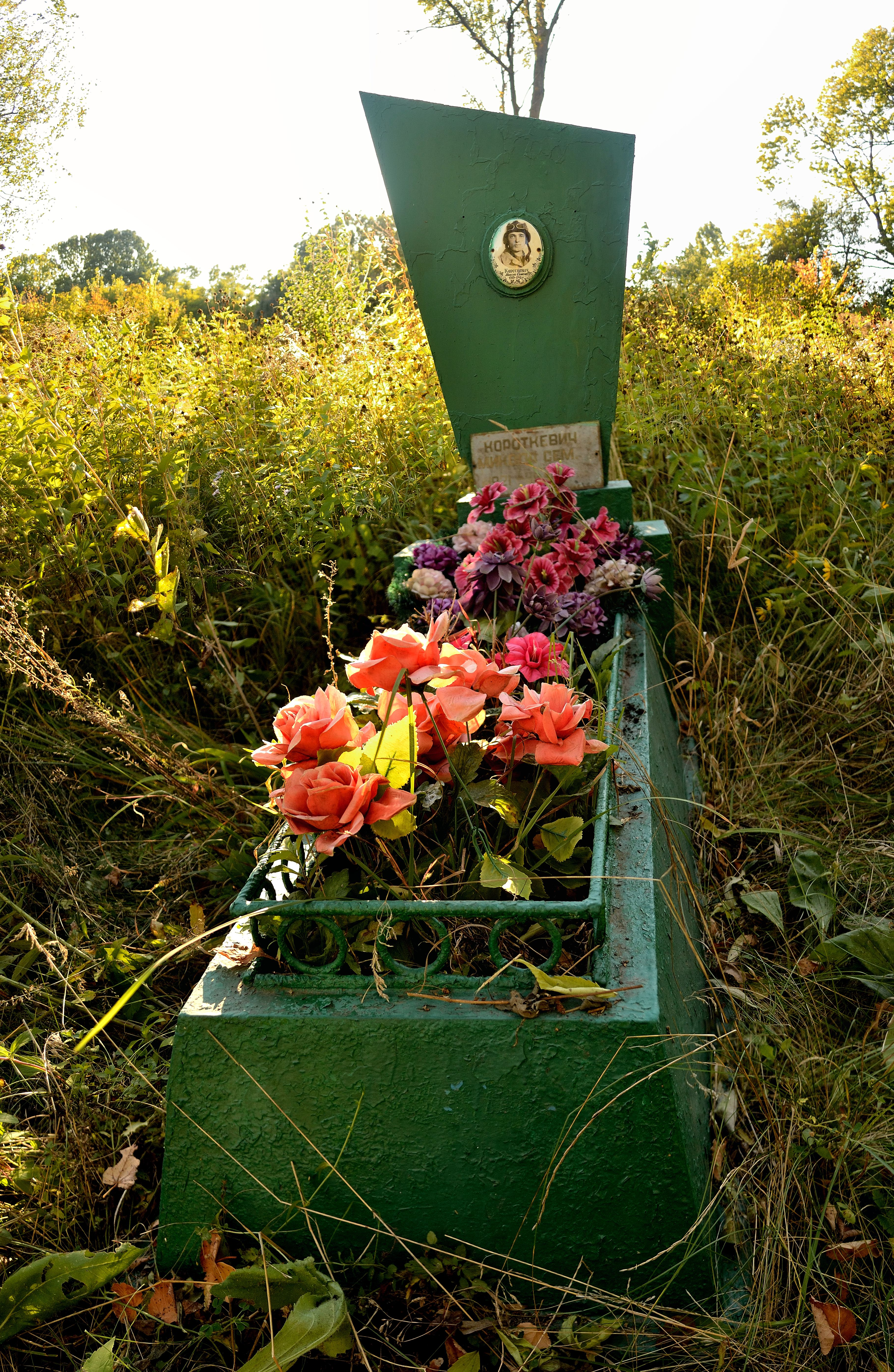